# (1099) Figneria
(1099) Figneria ist ein Asteroid des Hauptgürtels, der am 13. September 1928 vom russischen Astronomen Grigori Nikolajewitsch Neuimin in Simejis entdeckt wurde.
Der Asteroid ist nach der russischen Revolutionärin Vera Figner benannt.